# Operador de telefonia mòbil
Un operador de telefonia mòbil és una companyia telefònica que proveeix serveis de telefonia per a clients de telefonia mòbil. Abreujat en anglès MNO (Mobile Network Operator).
El procés de convertir-se en un operador de telefonia mòbil en un país normalment comença amb l'adquisició d'una llicència sobre utilització de l'espectre radioelèctric al Govern. La part de l'espectre assignada dependrà de la disponibilitat existent i del tipus de tecnologia de telefonia mòbil que l'operador intenta subministrar. Per exemple, un mòbil GSM requerirà una freqüència dels corresponents a GSM.
El Govern pot distribuir l'espectre usant qualsevol mètode, encara que els més habituals són concursos o subhastes. Recentment, algunes llicències 3G en Europa s'han venut per subhasta al millor postor.
Una altra categoria d'operadors de telefonia mòbil emergent en alguns mercats. Són els OMV (Operador Mòbil Virtual). Des del punt de vista del client, semblen idèntics als operadors normals. La diferència radica que no posseeixen la infraestructura de xarxa, sinó que la lloguen a un altre operador.